# Musée du Noyonnais
Le musée du Noyonnais est un musée d'art, d'archéologie et d'histoire, situé à Noyon dans le département français de l'Oise, en région Hauts-de-France.

## Caractéristiques
Le musée est installé dans l'ancien palais épiscopal. Ce dernier comportait notamment une chapelle épiscopale démantelée en 1897 par l'architecte des Monuments historiques Paul Selmersheim qui en restaurant la cathédrale de Noyon entre 1884 et 1910, souhaitait dégager le flanc sud de la cathédrale. La Première Guerre mondiale achève de ruiner la chapelle. Les travaux de stabilisation des ruines datent des années 1930 et en 1993 et ceux de restauration de 2010. Cette chapelle est importante dans l'histoire de l'art car le traitement en 1175 de la baie jumelle surmontée d'un oculus pratiqué dans le haut du mur préfigure la baie gothique. 

### Les collections
Le musée du Noyonnais totalement réaménagé en 1996 et restauré en 2019, est un musée d'archéologie, d'art et d'histoire. Il présente des collections se rapportant à :
- l'histoire de Noyon et de sa région depuis l'époque gallo-romaine jusqu'à nos jours (vie quotidienne gallo-romaine : objets métalliques, céramiques, stèles funéraires, etc.) ;
- au trésor de la cathédrale Notre-Dame de Noyon (coffres de la fin du XIIe au XVIIe siècle…), jeu d’échecs du XIe siècle, éléments lapidaires de la cathédrale, etc.[5].

Ainsi que des tableaux dont :
- une collection de peintures de Joseph-Félix Bouchor[6].

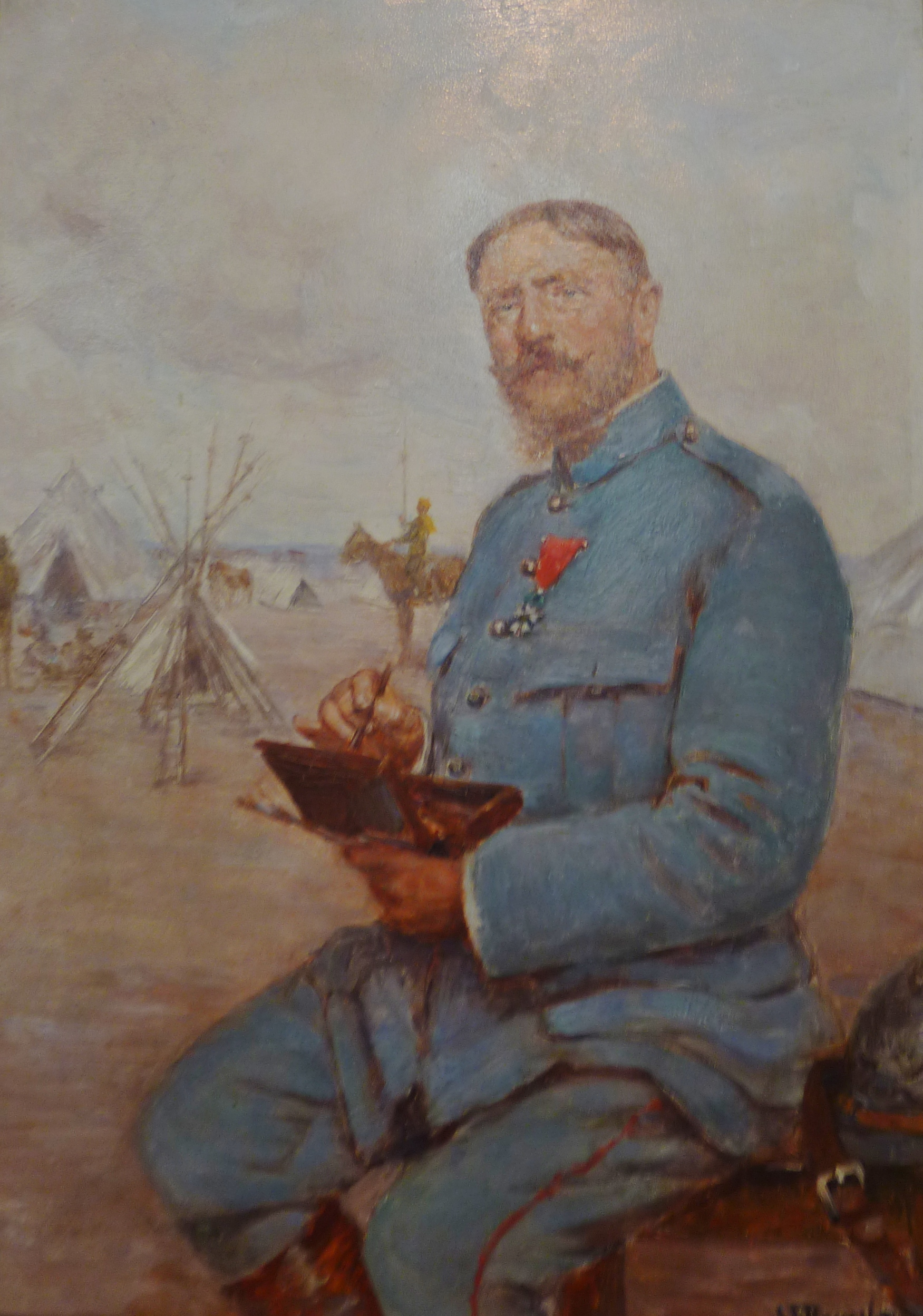
Joseph-Félix Bouchor : Autoportrait de Joseph-Félix Bouchor en peintre de l'armée (Musée du Noyonnais).
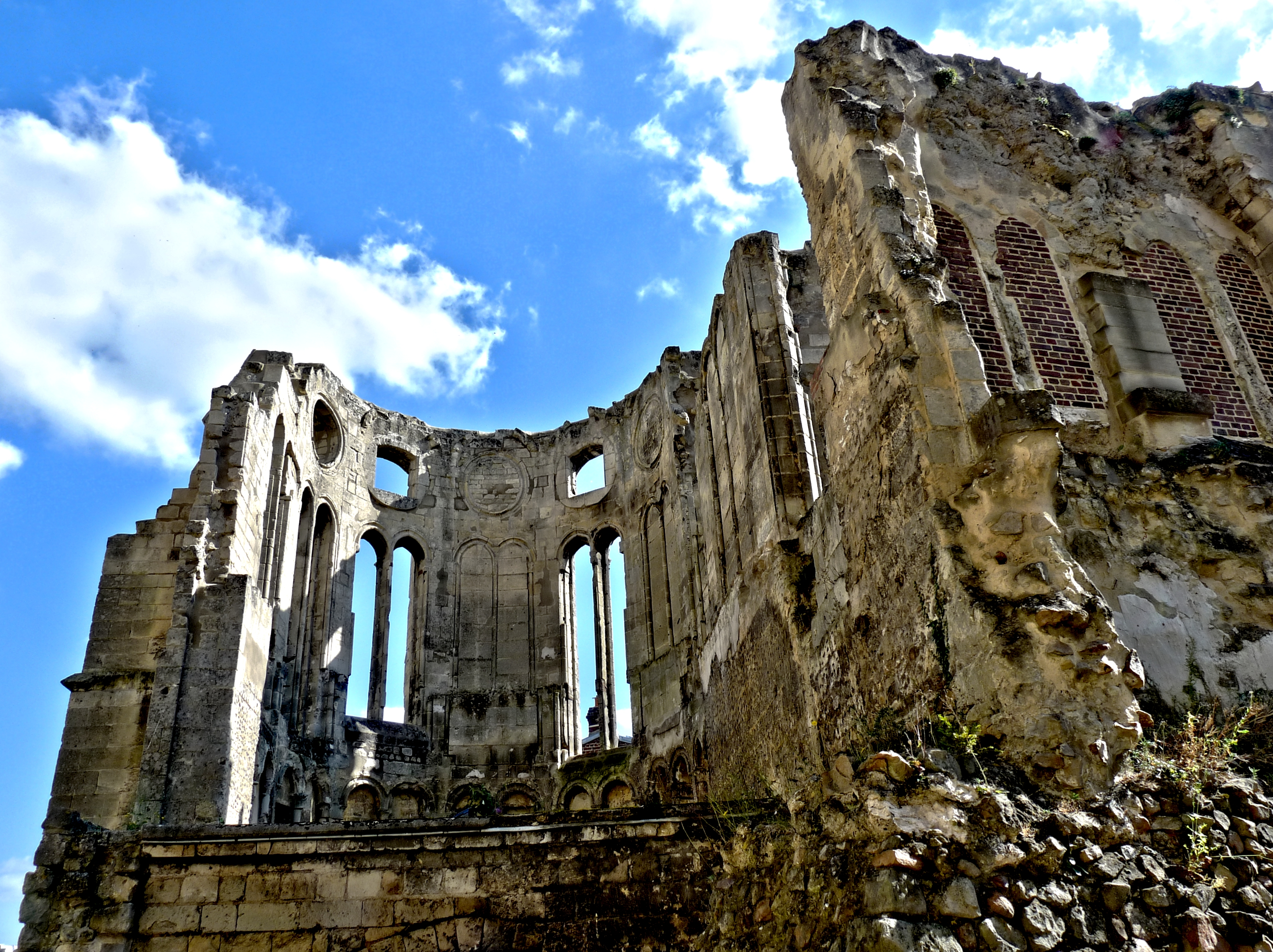
Chapelle épiscopale.

## Le palais épiscopal

### La construction du logis
Lors du transfert de l'évêché à Noyon, l'évêque Médard obtient du roi Clotaire une partie de son palais, dit Château Corbault, pour s'y établir en communauté avec ses chanoines. Cependant, au VIIIe siècle, son successeur s'installe de l'autre côté de la cathédrale, au sud, le long de la muraille gallo-romaine qui sert encore d'enceinte à la ville.
Un nouveau palais est construit dans la deuxième moitié du XIIe siècle. Il comprenait une construction rectangulaire à trois niveaux, la tour Roland : l'évêque résidait au niveau le plus haut. Entre cette tour et la cathédrale, un autre bâtiment abritait la grande salle du palais. Il n'en subsiste plus qu'une grande arcature entourant deux baies divisées chacune par une colonnette. À l'extérieur, les deux baies étaient surmontées de voussures à tores et boudins, retombant sur des colonnettes. Les chapiteaux et les bases de ces colonnettes indiquent que la construction a eu lieu dans les années 1170. En 1095, une cour est ajoutée par l'évêque Étienne Ier de Nemours au bâtiment. 

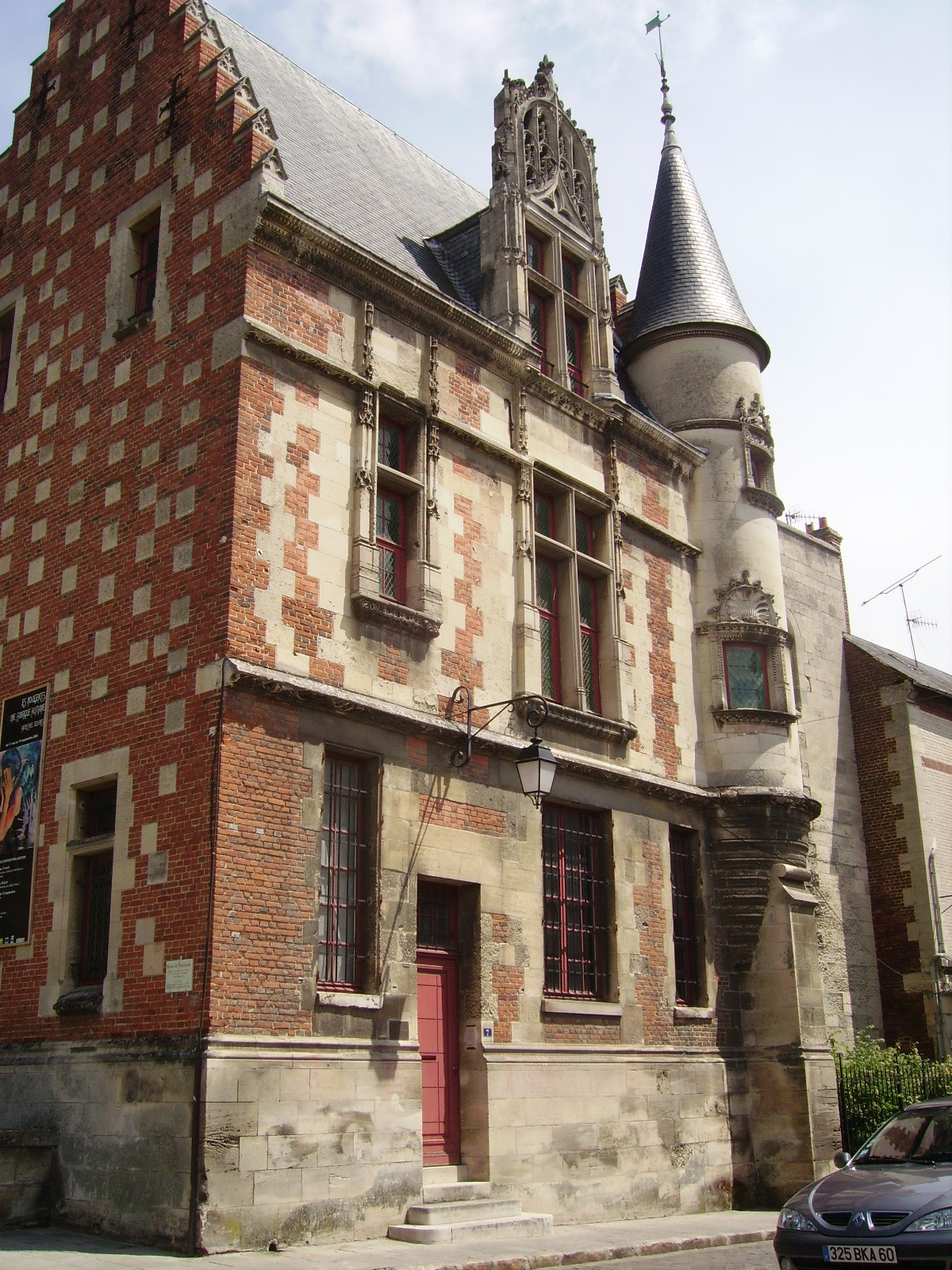
Palais épiscopal de Noyon.

À partir de 1501, l'évêque Charles de Hangest fait construire une nouveau logis, adossé à la vieille tour. La construction, achevée en 1528, porte les armes de la famille de Hangest sur la porte principale. Le bâtiment, de plan barlong, a deux étages, et est flanqué d'une tourelle. Les baies sont très nombreuses, surmontées d'un fronton de style Renaissance, sauf la lucarne du second étage, surmontée d'une dentelle de pierre typique du gothique flamboyant. La frise de feuilles de lierre, d'animaux et de fleurs qui court entre les étages est également sculptée dans une dentelle de pierre de style flamboyant. 
Au siècle suivant, l'évêque Henri de Baradat fait reconstruire un nouveau bâtiment, à la place de la grande salle médiévale, à partir de 1630. Ces travaux sont achevés par la décoration intérieure, réalisée par François de Clermont-Tonnerre, son successeur, entre 1671 et 1674. Il s'agit d'un long corps de bâtiment à un seul étage, orné de pilastres plats à chapiteau ionique entre les nombreuses baies. 
En 1790, l'évêque Louis-André de Grimaldi fait construire un bâtiment nouveau, pour la conservation des archives. Cependant, il quitte rapidement la France et l'administration du district de Noyon s'installe dans le palais épiscopal. À cette date, le bâtiment comprend deux salles à manger, trois salons (le salon du Dais, le grand salon rouge et un troisième), desservis par deux escaliers. Un peu plus tard, le bâtiment est vendu à un certain Prus, qui le revend à son tour à un dénommé Magnier, à qui il est ensuite racheté par la ville de Noyon en 1863.
La ville projette alors d'y installer un musée, une bibliothèque, un jardin botanique et le logement du commissaire de police. Cependant, la subvention concédée par le ministre des Beaux-Arts n'est accordée qu'à la condition de dégager le bras sud du transept, ce qui exige la destruction d'une galerie du palais épiscopal et le démantèlement de la chapelle. Les travaux sont effectués sous la direction de l'architecte Selmersheim en 1895. 
Le palais est incendié en 1918, comme une partie de la ville de Noyon. Il n'en reste alors qu'une façade du bâtiment Renaissance, la tour médiévale en ruines et les soubassements du bâtiment du XVIIe siècle. En 1921, la municipalité décide de reconstruire le bâtiment à l'identique. Le projet est lancé en 1924 et les travaux durent jusqu'en 1938, complétés ensuite par des aménagements en prévision de l'installation du musée. Ce dernier ouvre ses portes en 1948. En 1959 cependant, les collections sont déménagées au profit d'un usage scolaire des bâtiments. Après diverses phases de travaux et plusieurs déménagements, le musée s'installe définitivement dans le bâtiment en 1982.

### La chapelle de l'évêque

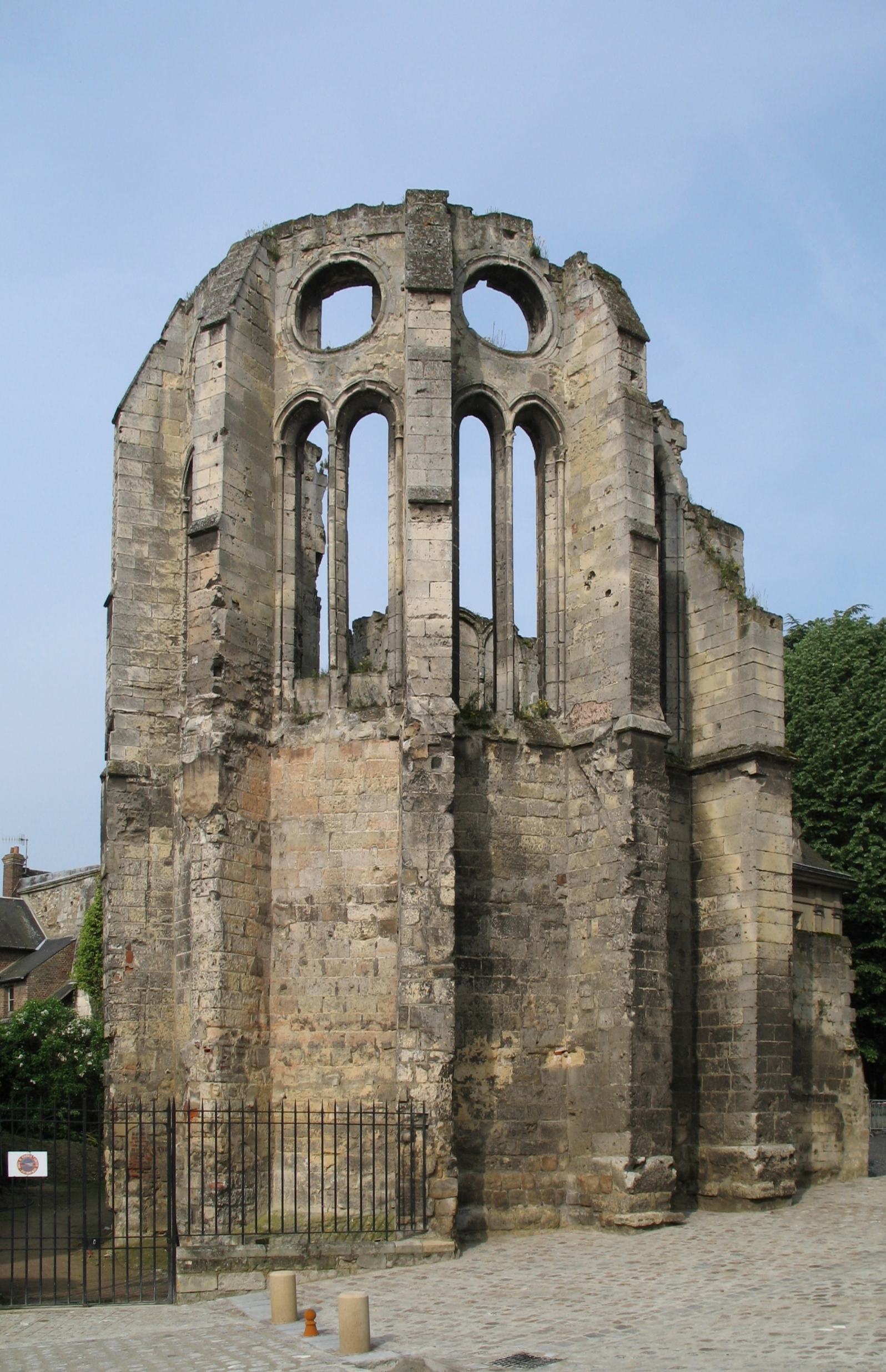
Chapelle épiscopale de Noyon.

L'édifice qui subsiste aujourd'hui a été construit en parallèle de la troisième campagne de travaux de la cathédrale, qui voit l'achèvement du chevet et la construction des transepts, et semble avoir été achevé en 1183. Les historiens considéraient autrefois qu'il avait pris la place de deux édifices successifs, consacrés à saint Benoît, dont le premier avait accueilli les reliques de saint Éloi lors de l'attaque normande de 862 et dont le second fut reconstruit dans le premier tiers du XIe siècle par l'évêque Hardouin de Croÿ. Cette hypothèse a été réfutée : il s'agit de bâtiments distincts de la chapelle actuelle, qui est quant à elle consacrée à saint Nicolas.
En 1728, la chapelle, qui n'avait pour ainsi dire pas été transformée depuis le XIIe siècle, est ravagée par un incendie qui détruit les voûtes. Elle traverse ensuite indemne la Révolution française, mais elle est victime des restaurations très lourdes de la cathédrale à la fin du XIXe siècle : en 1895, l'architecte Selmersheim fait détruire les deux premières travées de la chapelle épiscopale ainsi que les voûtes et l'accès au bras sud du transept de la cathédrale, afin de dégager la vue sur celui-ci.
Le bâtiment est à l'origine une chapelle double, sur deux niveaux. La chapelle basse, très obscure en l'absence de fenêtres, perd ses fonctions liturgiques dès la fin du Moyen Âge. La chapelle haute présente des caractéristiques qui la rapprochent de la construction contemporaine du bras sud du transept de la cathédrale, en particulier les contreforts très épais. Les baies sont un élément important dans le développement des fenêtres gothiques : c'est le premier exemple d'association de deux lancettes surmontées par un oculus. Ces baies novatrices n'ont pas été employées dans le transept, mais les chapiteaux et les colonnettes qui les décorent sont proches de ceux du transept de la cathédrale.